# إد إيزلي
إد إيزلي (بالإنجليزية: Ed Easley)‏ هو لاعب كرة قاعدة أمريكي، ولد في 21 ديسمبر 1985 في ممفيس في الولايات المتحدة.

## وصلات خارجية
- إد إيزلي على موقع دوري كرة القاعدة الرئيسي (الإنجليزية)
- إد إيزلي على موقعبيزبول رفرنس.كوم (الدوري الرئيسي) (الإنجليزية)
- إد إيزلي على موقعبيزبول رفرنس.كوم (الدوري الثانوي) (الإنجليزية)
- إد إيزلي على موقع إي إس بي إن.كوم (أم.أل.بي) (الإنجليزية)
- إد إيزلي على موقع مشجعي الرسوم البيانية (الإنجليزية)